# Prosopocoilus rudis
Prosopocoilus rudis is een keversoort uit de familie vliegende herten (Lucanidae). De wetenschappelijke naam van de soort is voor het eerst geldig gepubliceerd in 1864 door Westwood.